# Psectrotanypus strigilifer
Psectrotanypus strigilifer är en tvåvingeart som först beskrevs av Jean-Jacques Kieffer 1921.  Psectrotanypus strigilifer ingår i släktet Psectrotanypus och familjen fjädermyggor.
Artens utbredningsområde är Polen. Inga underarter finns listade i Catalogue of Life.